# Panzer III
Panzer III je bio njemački tenk koji se nalazio u ratnoj upotrebi do kraja 1943. godine. Službeni naziv Panzer III bilo je Panzerkampfwagen III (PzKpfw III).

## Nastanak
Godine 1935., na poticaj generala Heinza Guderiana, pokrenut razvoj novog tenka naoružanog protutenkovskim topom i strojnicama. Uz njega pokrenut je i razvoj tenka s topom velikog kalibra namijenjenog potpori pješaštvu. Prvi će tenk naknadno označiti kao Panzerkampfwagen III, a drugi kao Panzerkampfwagen IV. Projektom Waffenamta tražio se srednji tenk mase do 15 tona. Na poziv za dostavu prijedloga odazvali su se MAN (Nurnberg), Daimler-Benz AG (Berlin-Marienfelde), Rheinmetall-Brosig (Berlin) i Krupp AG (Essen). Samo je vozilo označeno kao Versuchkraftfahrzeug 619, Mittlerer Traktor (srednji traktor), a potom kao 3,7 cm Geschutz-Panzerwagen (oklopno vozilo s topom). Razvoj Panzerkampfwagena III započeo je sukobom Waffenamta (odjel za nabavu) i Inspektorata za mehanizirane snage oko odabira glavnog oružja (topa). Waffenamt je odabrao top kalibra 37 mm, dok je Inspektorat za mehanizirane snage zahtijevao ugradnju topa od 50 mm. Na kraju je ipak odabran top kalibra 37 mm, i to ponajprije zato što je top Pak 35/36 L/45 (kalibra 37 mm) postao standardno naoružanje topništva njemačke kopnene vojske, a time i jedini top za koji se proizvodilo protutenkovsko streljivo. Zbog toga bi razvoj novog streljiva za top kalibra 50 mm bilo preskupo i prerizično. Međutim, na zahtjev Inspektorata kupola i prsten kupole od početka su projektirani tako da u slučaju potrebe kasnije omoguće ugradnju topa većeg kalibra. Kako se novi tenk trebao rabiti za ofenzivna djelovanja i borbu protiv suparničkih tenkova, odlučeno je da se pojača čelni oklop, na štetu bokova, a kako bi se ostvarila što manja masa i zadržala maksimalna brzina do 40 km/h. Tenk je trebao dobiti peteročlanu posadu: zapovjednik, ciljatelj, punitelj, vozač i radiooperater (koji je sjedio u prednjem dijelu tijela desno od vozača). Komunikacija između posade trebale se obavljati interkomom. Tako je Panzerkampfwagen III postao prvi njemački tenk opremljen ovim sustavom. Dobra iskustva s vježbi, a kasnije i iz prvih borbenih uporabi, naveli su njemačku vojsku da interkome instaliraju u sve svoje tenkove.
Testiranja prototipova obavljena su tijekom 1936. i 1937. na poligonima Kummersdorf i Ulm. Pobjednikom je proglašen prijedlog Daimler-Benza, s početkom serijske proizvodnje još 1937. Kruppov je prijedlog pobijedio u natječaju za tenk s većim topom, te je tako dobiven Panzerkampfwagen IV.
Daimler-Benzovi su stručnjaci Panzerkampfwagen III podijelili u tri sekcije. Prednji i središnji dio tijela, te kupola međusobno su bili povezani, dok je motorni odjeljak bio u stražnjem dijelu odvojen vatrostalnom pregradom. Kako je pogonski kotač bio naprijed, pogonska se osovina protezala iz motora kroz središnji dio tijela u prednji dio gdje je bila mjenjačka kutija i sustav za upravljanje vozilom. Ova koncepcija vozila nije se mijenjala tijekom cijele serijske proizvodnje. Ono što se mijenjalo jest debljina oklopa i naoružanje.

## Inačice

### Panzerkampfwagen III Ausf A
Nakon manjih modifikacija serijska proizvodnja prve inačice Ausf A pokrenuta je u svibnju 1937. Serijska je proizvodnja trajala do kraja 1937. i proizvedeno je tek 10 primjeraka (neki izvori navode 15 proizvedenih tenkova ove inačice), pa se slobodno može reći da su poslužili tek za uhodavanje proizvodnje. Za razliku od prvobitnih planova debljina oklopa tijela i kupole s prednje i bočnih strana bila je 15 mm. Tek je debljina oklopa sa stražnje strane bila 10 mm. Usprkos tomu masa je bila 15,4 tone. Ugrađen je motor Maybach HL108TR V-12 snage 183,87 kW (250 KS), što je bilo dovoljno za maksimalnu brzinu od 35 km/h. Uz top od 37 mm spregnuta je strojnica kalibra 7,9 mm. Još je jedna strojnica istog kalibra ugrađena u prednji desni dio tijela. Tek je nekoliko Panzerkampfwagena III Ausf A sudjelovalo u okupaciji Poljske, ali su zbog preslabe oklopne zaštite i problema s podvozjem (posebice ovjesom) povučeni iz operativne uporabe u veljači 1940.

### Panzerkampfwagen III Ausf B
Problem s ovjesom uočen je još tijekom testiranja prototipa pa je već 1937. pokrenuta proizvodnja Panzerkampfwagena III Ausf B. U odnosu na Ausf A najveća je promjena bio novo podvozje s novim ovjesom. Umjesto pet voznih kotača postavljena su četiri para malih kotača ovješenih na lisnate opruge. Prva su testiranjam pokazala da je ovo novo rješenje, ako ne gore, onda barem jednako loše kao i originalno na Ausfu A.
Izvršene su i neke manje promjene na ispuhu motora, a zapovjednik je dobio kupolicu s tenka Panzerkampfwagen IV. Dovršeno je 15 tenkova inačice Ausf B, a pet ih je modificirano kako bi ih uporabili u razvoju samovoznog topa Sturmgeschutz III. Na kraju će biti proizvedeno neusporedivo više Sturmgeschutza III nego Panzerkampfwagena III. Preostali Panzerkampfwageni III Ausf B raspoređeni su u borbene postrojbe te su sudjelovali u okupaciji Poljske. Iz operativne su uporabe povučeni zajedno s Panzerkampfwagenima III Ausf A.

### Panzerkampfwagen III Ausf C
Zbog neuspjeha prve dvije inačice serijska proizvodnja Ausf C započela je već u lipnju 1937., te je trajala sve do siječnja 1938. I ovaj put je naglasak bio na poboljšanju podvozja. Na Ausfu C je uporabljena komplicirana kombinacija lisnatih i spiralnih opruga koja se pokazala tek nešto boljom od prva dva rješenja. Osim što nije bila bitno bolja, ova je kombinacija bila skupa za izradu i teška za održavanje.
Vozač je dobio servopokretanu spojku te poboljšan sustav za upravljanje tenka. Napravljeno je tek 15 Panzerkampfwagena III ove inačice. Prvi Ausf C u postrojbe su došli 1938. te su sudjelovali u borbama u Poljskoj. Kako su imali isti oklop kao i prve dvije inačice, iz operativne su uporabe povučeni već u veljači 1940.

### Panzerkampfwagen III Ausf D
Panzerkampfwagen III Ausf D bio je nastavak razvoja inačice Ausf B, od koje je naslijedio i podvozje. Jedina je razlika bila da su prvi i četvrti par voznih kotača dobili kraće lisnate opruge. Poboljšanje je bilo minorno. Unatoč tomu maksimalna je brzina povećana na 40 km/h.
Ipak, od siječnja do lipnja 1938. proizvedeno je 30 Ausfa D. Zapravo je napravljeno čak 55 vozila, ali je samo 30 dobilo kupole s naoružanjem. Preostalih 25 iskorišteno je za daljnja testiranja.
Ausfi D rabljeni su u borbama u Poljskoj. Iako su službeno povučeni iz uporabe u veljači 1940., vraćeni su u postrojbe kako bi sudjelovali u invaziji na Norvešku.

### Panzerkampfwagen III Ausf E
Suočeni s nedostacima na prve četiri inačice Daimler-Benz ih je proglasio predserijskim modelima. Tako se tek inačica Ausf E smatrala prvim serijskim Panzerkampfwagenom III. Proizvodnja je pokrenuta u prosincu 1938. a do listopada 1939. proizvedeno je 96 primjeraka.
Da bi konačno riješili problem s podvozjem i ovjesom, projektanti su odustali od lisnatih opruga i odlučili se primijeniti kombinaciju šest velikih voznih kotača s neovisnim ovjesom s torzijskim štapovima, koje je projektirao Ferdinand Porsche za uporabu na automobilima. Na ovaj su način konačno riješeni problemi s podvozjem.
Još jedna veliko poboljšanje u odnosu na prijašnje inačice bilo je povećanje debljine čelnog i bočnog oklopa na 30 mm. Kupola je cijela izrađena od čelika debljine 30 mm, dok je stražnji dio tijela dobio oklop debljine 21 mm. Čak je i debljina oklopa podnice tenka povećana na 16 mm. Zanimljivo je da iako je debljina oklopa udvostručena, dostupni podaci tvrde da je masa povećana na samo 19 500 kg, ili samo 100 kg u odnosu na prijašnje inačice, što je ipak malo vjerojatno. Zbog toga je vjerojatnije da je masa povećana na 19 500 kg (jedan izvor navodi masu od 21 800 kg). Zbog toga je ugrađen benzinski motor s dvanaest cilindara Maybach HL120TR zapremine 11,9 litara i snage 220 kW (300 KS) uz koji je išao novi mjenjač Maybach Variorex s deset brzina. Tako je zadržana maksimalna brzina od 40 km/h i 20 km/h izvan cesta. S 320 litara benzina autonomija je po dobrim cestama bila 165 km. Međutim, ako je tenk morao voziti po poljima, autonomija bi pala na 105 km. U oba slučaja to je trebalo biti dostatno za jedan dan ratovanja.
Borbeni komplet za top KwK 36 L/45 od 37 mm bio je 131 granata. Uz to u tenku je bilo i 2700 metaka za strojnice MG 34 kalibra 7,9 mm. Od kolovoza 1940. na dio tenkova inačice Ausf E započela je ugradnja topova KwK 38 L/42 kalibra  50 mm. Ovi su tenkovi dobili i dodatni oklop na prednjoj i bočnim stranama, pa se podatak od 21 800 kg najvjerojatnije odnosi na ove tenkove.
Panzerkampfwagen III Ausf E intenzivno je rabljen u bitkama u Poljskoj i Francuskoj. Tenkovi koji nisu dobili top od 50 mm pretvoreni su u izvidnička vozila. Zapravo ne postoji podatak da su Panzerkampfwageni III Ausf E službeno povučeni iz operativne uporabe, već su vjerojatno postupno otpisivani zbog borbenih gubitaka.

### Panzerkampfwagen III Ausf F
U odnosu na inačicu Ausf E inačica Ausf F je imala tek minorne izmjene. Zbog toga se izvana ova dva tenka nisu mogla razlikovati. U stručnoj literaturi navodi ih se kao isti tenk, s jedinom razlikom što je Ausf F naručen u znatno većim količinama. Od rujna 1939. do srpnja 1940. proizvedeno je čak 435 Ausfa F. Tako velik broj nije mogao proizvesti samo jedan proizvođač pa je proizvodnja podijeljena između Daimler-Benza, MAN-a, Alketta i FAMO-a.
Jedina veća razlika u odnosu na Ausf E bila je uporaba motora Maybach HL102TRM s promijenjenim uvodnicima za zrak i otvorima za hlađenje. Kako se nije povećala snaga motora, maksimalna brzina je ostala 40 km/h. Prvih 335 Ausfa F dobili su top KwK 35/36 L/46.5 kalibra 37 mm, te tri strojnice kalibra 7,62 mm (dvije u kupoli i jedna u tijelu). Zadnjih 100 naoružano je topom KwK 38 L/42 kalibra 50 mm. Od kolovoza 1940. veći broj Ausf F prenaoružano je topom kalibra 50 mm, te su kao i Ausf E, dobili dodatni oklop.
Panzerkampfwageni III Ausf F u borbene su postrojbe počeli stizati potkraj 1939. U trenutku napada na Francusku operativno je bilo 348 ovih tenkova, te su činili glavninu udarne snage njemačkih oklopnih snaga. Sudjelovali su u bitkama na Balkanu, Sjevernoj Africi i u Rusiji. Nikad nisu službeno povučeni iz operativne uporabe, pa se tako sigurno zna da je barem jedan bio operativan u lipnju 1944. u Norveškoj.
Prvi serijski samovozni top Sturmgeschutz III bio je baziran na tijelu i sustavima Panzerkampfwagena III Ausf F.

### Panzerkampfwagen III Ausf G
U travnju 1940. započela je proizvodnja inačice Ausf G, koja je u osnovi bila jednaka kao inačica Ausf F. Tako je prvih 50 primjeraka naoružano topom kalibra 37 mm, dok je preostalih 550 dobilo top KwK 38 L/42 kalibra 50 mm. Do kraja 1941. svi su Ausf G primjerci prenaoružani topom kalibra 50 mm. Dodana je još jedna strojnica MG 34 (7,9 mm) pokraj topa. Jedina razlika u odnosu na Ausf F bila je da je cijeli tenk, osim gornjeg dijela i podnice, bio napravljen od oklopa debljine 30 mm. Rezultat je bio povećanje mase na 20,3 tone (dio izvora navodi masu od 21,8 t). Kako bi se kompenziralo povećanje mase, umjesto dotadašnjih gusjenica širine 36 cm postavljene su nove širine 40 cm, tzv. Ostkette. S tenka Panzerkampfwagen IV Ausf E/F/G preuzeta je kupolica zapovjednika, koja je poslije postala standard na svim Panzerkampfwagenima III. Tenkovi poslani u Sjevernu Afriku dobili su dodatne filtere za zrak kako bi se motori zaštitili od pijeska. Ugrađen je i jači ventilator sustava za hlađenje. Tako modificirana vozila dobila su oznaku Ausf G(Tp). Tp je značilo Tropisch/Trop/Tropen.
Manji broj tenkova inačice Ausf G bio je u operativnoj uporabi sve do rujna 1944., a vjerojatno nikad i nisu službeno povučeni iz operativne, ili bolje rečeno, borbene uporabe, već su jednostavno otpisani zbog oštećenja ili kvarova.

### Panzerkampfwagen III Ausf H
Od listopada 1940. u serijsku je uporabu ušla inačica Ausf H. Kako bi se povećala proizvodnja, ali i uhodala proizvodnja za sljedeće inačice, Ausf H se proizvodila u MAN-u, Alkettu, Henschelu, Wegmannu, MNH-u i MIAG-u. Zahvaljujući tako široko raspoređenoj proizvodnji do travnja 1941. proizvedeno je 308 tenkova ove inačice. Ausf H je bila prva inačica Panzerkampfwagena III koja je serijski dobila top KwK 38 L/42 kalibra 50 mm.
Na inačici Ausf H prvi su put iskorištena i iskustva iz borbi u Poljskoj i djelomično u Francuskoj. U praksi je to značilo, osim ugradnje topa od 50 mm, i ojačanje oklopa tijela tenka za još 30 mm - na 60 mm. Ojačanje je obavljeno postavljanjem čeličnih ploča na prednji i stražnji dio tenka. Na taj su način barem ti dijelovi tenka postali otporni na paljbu britanskih topova od 40 mm, sovjetskog topa kalibra 45 mm i američkog od 37 mm. Iako je zadržan motor Maybach HL120TRM, stari je mjenjač zamijenjen novim Maybach SSG 77. To je učinjeno kako bi se kompenziralo povećanje mase na 21,8 tona. Ojačan je i ovjes. Tijekom 1942. i 1943. topovi KwK 38 L/42 zamijenjeni su novim KwK 39 L/60, također kalibra 50 mm, ali dulje cijevi.
Panzerkampfwagen III Ausf H rabljeni su u borbama na Balkanu, Sovjetskom Savezu i Sjevernoj Africi. Ne postoji podatak da su službeno povučeni iz operativne (borbene) uporabe.

### Panzerkampfwagen III Ausf J
Njemačke su oklopne snage 10. svibnja 1940. u operativnoj uporabi imali samo 381 Panzerkampfwagen III tenk, a još su 135 izgubili tijekom okupacije Francuske. S tako malo tenkova nikako nisu mogle obaviti napad na Sovjetski Savez. Zbog toga je njemačka industrija hitno trebala povećati proizvodnju, i to za nekoliko puta. Tako je u ožujku 1941. započela proizvodnja inačice Ausf J. Završno sastavljanje tenkova obavljalo se u pogonima Daimler-Benza, MAN-a, Alkette, Henschela, Wegmanna, MNH-a i MIAG-a. Do srpnja 1942., kad je obustavljena proizvodnja ove inačice isporučeno je čak 2616 primjeraka. S obzirom na to da se za veću brojku navode i proizvodni serijski brojevi (68001-69100 i 72001-74100), vjerojatnije je da je ipak proizvedeno više od 2500 tenkova ove inačice.
U odnosu na prijašnju inačicu, Ausf J je dobio pojačani oklop na prednjem dijelu vozila. Prednja strana tijela i topovski mantlet napravljeni su od čelika debljine 50 mm. Istu debljinu oklopa dobio je i stražnji dio superstrukture (nadogradnja između tijela tenka i kupole u kojoj su sjedili vozač i radiooperater) te stražnji dio tijela tenka. Ovim je izmjenama masa povećana na 21,5 tona. Zanimljivo je da su bočne stranice ostale na debljini oklopa od samo 30 mm.
Nakon početnih iskustava iz Sovjetskog Saveza od travnja 1942. dodatno je pojačan oklop na prednjem dijelu tenka, zajedno s mantletom. Pojačanje je obavljeno postavljanjem ploča debljine 20 mm.
Iako je Hitler osobno zapovjedio da se Panzerkampfwageni III Ausf J moraju naoružati topom KWK 39 L/60, njegova proizvodnja još nije bila dostatna da se opskrbi sve veća potražnja. Zbog toga je čak 1549 tenkova Ausf J isporučeno s topom KwK 38 L/42, čija je borbena učinkovitost još uvijek bila dobra. Od prosinca 1941. do srpnja 1942. isporučeno je 1067 tenkova naoružanih topom KWK 39 L/60. Osim topa jedina razlika između ovih vozila je bila da su ona s topom L/42 imala borbeni komplet s 99 granata, dok ona s topom L/60 84 granate.
Prvi su Panzerkampfwageni III Ausf J ušli u sastav 2. i 5. oklopne divizije u rujnu 1941. Odmah su poslani u Sovjetski Savez kako bi se nadomjestili gubici (u prvoj godini borbi na sovjetskim bojištima izgubljeno je više od 1400 Panzerkampfwagena III). Do ljeta 1943. kombinacija gubitaka i raznoraznih konverzija uzrokovala je da je za borbu bio sposoban još samo 141 Ausf J.

### Panzerkampfwagen III Ausf L
Serijska proizvodnja inačice Ausf L započela je u lipnju 1942. Do prosinca iste godine proizvedeno je 1942. primjerka. U odnosu na Ausf J, inačica Ausf L je dobila pojačani oklop na prednjoj strani kupole (na 57 mm), te dodatne ploče oklopa od 20 mm na prednjoj strani nadgradnje i mantlete. Umjesto tri ponovno su ugrađivane samo dvije strojnice MK 34 kalibra 7,9 mm.
Ausf L je dobio i jedinstveni sustav za prijenos tople tekućine za hlađenje motora iz jednog tenka u drugi. Vozila namijenjena Sjevernoj Africi Ausf L(Tp) dobila su dodatne filtere za zrak, nove filtere za ulje, te pojačan ventilator sustav za hlađenje motora. Ausf L su prvi njemački tenkovi koji su dobili protuzračnu strojnicu postavljenu na krovu zapovjednikove kupolice. Ovo je rješenje naknadno primijenjeno i na sve starije inačice Panzerkampfwagena III. Većina tenkova Ausf L naknadno je na tijelu i kupoli dobila dodatne ploče oklopa debljine 5 mm.

### Panzerkampfwagen III Ausf M
Inačica Ausf M u svemu je bila identična inačici Ausf N, osim što je imala povećani gaz s uobičajenih 0,8-0,9 m na 1,3 m. Od listopada 1942. do veljače 1943. u pogonima Wegmanna, MIAG-a i MNH-a proizvedeno je 250 tenkova. Naoružanje i oklop bili su jednaki kao u inačice Ausf L. Tenkovi inačice Ausf M sudjelovali su u Kurskoj bici te u obrani Sicilije. Mnogo je tenkova ove inačice naknadno pretvoren u samovozne topove Sturmgeschutz III.
Od veljače do travnja 1943. tvrtka MIAG je napravila 100 Ausf M tenkova koje je naknadno Wegmann pretvorio u samovozne bacače plamena. Novo je vozilo dobilo oznaku PzKpfw III /F1)/Sd.Kfz 141/3, ali je bilo poznatije kao Flammpanzeri III ili Panzerflammwagen III. Na osnovno tijelo postavljen je dodatni oklop debljine od 30 do 50 mm. U svakom su vozilo bila dva spremnika ukupne zapremine 1020 litara, što je bilo dovoljno za 125 plamena dužine jednu sekundu, ili 80 do 81 plamen dužine tri sekunde. Najveći domet plamena bio je 60 metara, ali je to umnogome ovisilo o vremenskim uvjetima. Flammpanzer III bio je namijenjen uporabi u gradskom okruženju, prije svega Staljingradu, ali ni jedan tenk nije dospio do tog grada.

### Panzerkampfwagen III Ausf N
U lipnju 1942. započela je proizvodnja zadnje inačice Panzerkampfwagena III - Ausf N. Do tada su njemački tenkovski gubici u Sovjetskom Savezu bili toliki da su hitno trebali bilo kakvo oklopno vozilo. Zbog toga je proizvodnja inačice Ausf N po mnogočemu jedinstvena. Osim što je to bio jedini Panzerkampfwagen III naoružan topom KwK 37 L/24 kalibra 75 mm (preuzet s Panzerkampfwagena IV), proizvodnja je zapravo bila prenaoružavanje prijašnjih inačica. Tako su na standard Ausf N inačice podignuta tri Ausfa J, 447 Ausfa L i 213 Ausfa M. Još 37 je dobiveno modernizacijom prijašnjih inačica. Zbog toga je i debljina oklopa ovisila o inačici na kojoj je napravljen. S vremenom je manji broj tenkova Ausf N na bokovima dobio čelične ploče debljine 5 mm, kao pokušaj obrane od protutenkovskih kumulativnih projektila (Bazooka). Ausf N su u osnovi bili tek prijelazno rješenje do dolaska znatno boljih tenkova Tiger.

## Ratno djelovanje
Prvo borbeno djelovanje ovaj je tenk imao tijekom Poljske kampanje iako su tada upotrebljavani samo njegovi testni primjerci. Njegovo zamišljeno djelovanje bilo je zajedno s tenkom Panzer IV koji bi imao protupješačke zadaće, za razliku od Panzera III koji bi bio zadužen za uništenje protivničkih tenkova. Već prvi ozbiljni pokus ovog tenka na pohodu u Francuskoj završava djelomičnim neuspjehom koji rezultira nadogradnjom njegovog nedovoljno jakog topa s promjera 37 mm na onaj 50 mm. Iako je sada ovaj tenk postao jači on se pokazao preslabim u sukobu s T-34 nakon invazije Sovjetskog Saveza. Taj događaj postaje zvono za uzbunu koja rezultira stalnim zahtjevima za boljim i novijim tenkom. Nekoliko mjeseci nakon što novi tenk popularnog imena Tigar počinje izlaziti s proizvodnih traka 1943. godine dolazi do obustave korištenja Panzera III, a sve tvornice se prebacuju na proizvodnju njegove protutenkovske inačice bez kupole imena Stug III.
Masovno je rabljen na bojištima Francuske, Balkana, Sjeverne Afrike i Sovjetskog Saveza.

## Oprema
Prvobitno je bilo zamišljeno da ovaj tenk uđe u proizvodnju s oklopom debelim 15 mm i topom kalibra 50 mm. Protivno željama mehaniziranog odjela Wehrmachta top je bio smanjen na 37 mm, ali je kupola u koju može stati veći top ostala u proizvodnji tako da je kasnije on lako zamijenjen prema prvotnom zahtjevu. Tijekom borba bila je uočena i slabost oklopa tako da je on do kraja proizvodnje bio stalno podebljavan dok nije dostigao debljinu od 50 mm. Sveukupno je bilo proizvedeno nešto manje od 6000 primjeraka ovog tenka.

## Prenamjene
Iz dizajna ovog tenka napravljeno je najmasovnije njemačko oklopno vozilo u doba Drugog svjetskog rata. To je bio Stug III, proizveden u više od 10.000 primjeraka. S druge strane Sovjetski Savez je od zarobljenih Panzera III i Stuga III napravio više od 1000 primjeraka svojeg oklopnog vozila imena Su-76i.

### Korištenje izvan Njemačke
Manji broj ranih, slabijih verzija ovog tenka je prodano ili ustupljeno Sovjetskom Savezu, Mađarskoj, Rumunjskoj, Bugarskoj, Slovačkoj i Hrvatskoj. Poslije drugog svjetskog rata Panzer III ostao je u upotrebi na području Norveške i država bivših članica Osovine.

### Zajednički poslužitelj
|  | Zajednički poslužitelj ima stranicu o temi Panzer III    |
|  | Zajednički poslužitelj ima još gradiva o temi Panzer III |